# Ren Hang
Ren Hang (Nong'an (provincie Jilin), 30 maart 1987 – Peking, 24 februari 2017) was een Chinees kunstfotograaf.

## Levensloop
Ren Hang werd geboren in een voorstad van Changchun in het noordoosten van China. Hij studeerde vanaf zijn zeventiende Marketing in Peking. Uit verveling begon de homoseksuele Ren als twintiger vrienden te fotograferen. Hij publiceerde de foto's op Instagram. Toen hij bekender werd in China, zorgden zijn expliciete en provocatieve foto's van naakte mannen en vrouwen ervoor dat hij herhaaldelijk in conflict kwam met de autoriteiten en gearresteerd werd.
Het werk van Ren viel internationaal op. Hij exposeerde vanaf 2009 in Peking en Shanghai en later in onder andere Frankrijk, Italië en Rusland. In 2013 werd hij door kunstenaar en activist Ai Weiwei gevraagd foto's te exposeren in het Groninger Museum. Op de Amsterdamse Unseen Photo Fair van 2016 werd hij onderscheiden als veelbelovende jonge fotograaf met de 2016 Outset | Unseen Exhibition Fund. Als onderdeel van deze prijs kreeg hij een overzichtstentoonstelling in het Foam Fotografiemuseum Amsterdam.
De expositie in Foam werd gehouden van 27 januari tot 12 maart 2017. Op 24 februari kwam het bericht dat Ren, die tijdens zijn leven worstelde met depressies, op 29-jarige leeftijd in Peking een einde aan zijn leven had gemaakt. Bij uitgeverij Taschen kwam in maart 2017 een al voor zijn overlijden gepland fotoboek van Ren Hang uit.